# Catasetum naso
The Nose Catasetum (Catasetum naso) là một loài phong lan.

## Hình ảnh

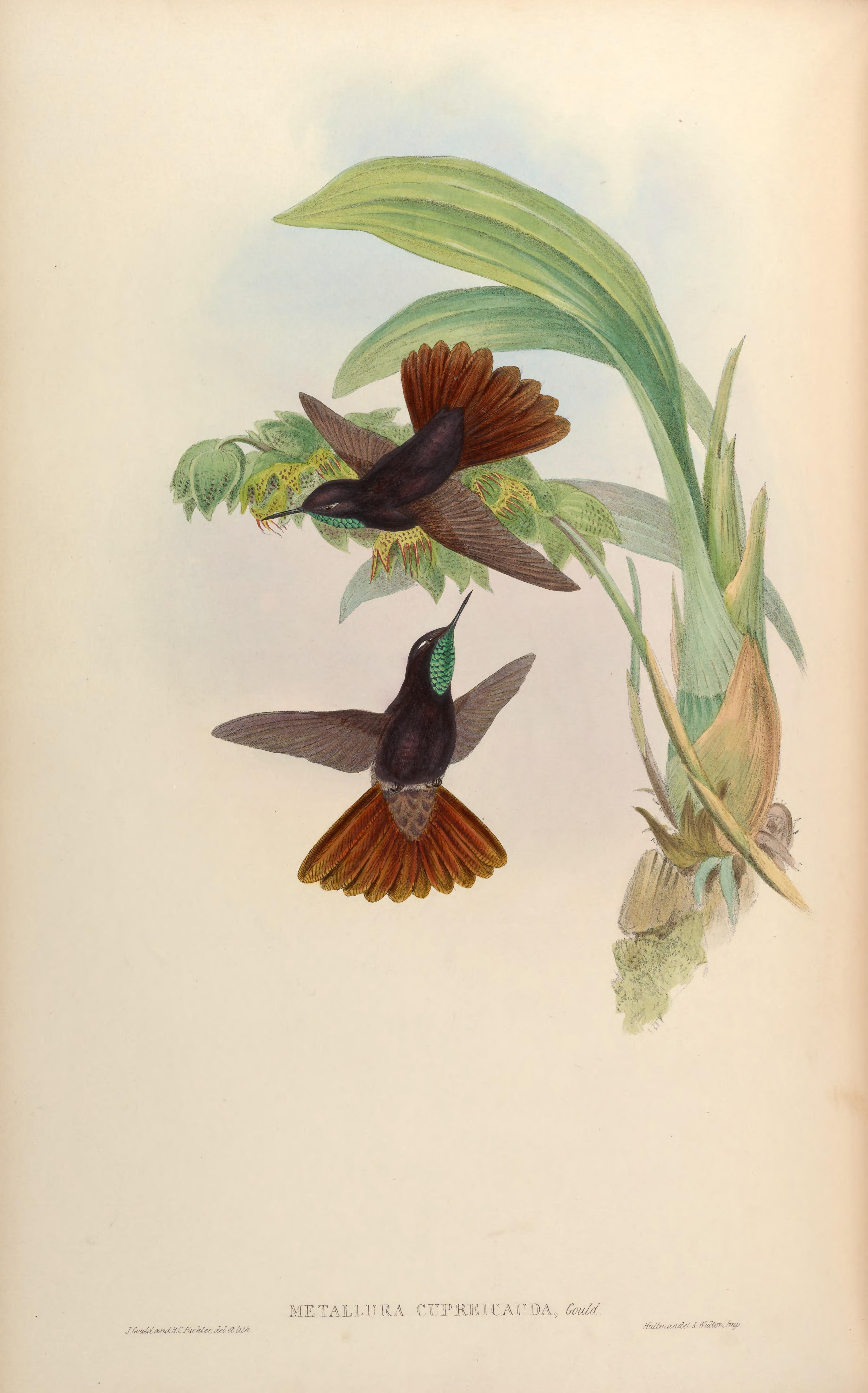